# Абсолютний відмінок
У граматиці абсолютний відмінок (скорочено ABS) — це відмінок іменників у ергативно-абсолютних мовах, які, як правило, були б суб'єктами неперехідних дієслів або об'єктами перехідних дієслів у перекладних еквівалентах номінативно-знахідних мов, таких як англійська.

## В ергативно-абсолютних мовах
У ергативно-абсолютних мовах абсолютний відмінок використовується для позначення як підмета неперехідного дієслова, так і об'єкта перехідного дієслова, крім того, що він використовується для форми цитування іменника. Він контрастує з позначеним ергативним відмінком, який позначає підмет перехідного дієслова.
Наприклад, у баскській мові іменник mutil «хлопець» приймає артикль однини -a обидва як підмет неперехідного речення mutila etorri da («Хлопець прийшов») і як об'єкт перехідного речення Irakasleak mutila ikusi du («Вчитель побачив хлопця»), у якому іменник має ергативне закінчення -a-k.
У дуже небагатьох випадках повідомлялося про виразне абсолютне значення, зокрема в Ніаський і Сочіапамській чинантеській.

## Інші використання
Іноді термін «абсолютний відмінок» використовується для форми відмінка без позначок у мовах з іншими типами відмінювання. Це особливо часто зустрічається в традиції дескриптивної лінгвістики африканських мов. У позначених номінативних мовах, де називний має відмінювання по відмінках, акузатив не позначений і також служить формою цитування. Таким чином, у цих мовах непозначену акузативну/цитовану форму часто називають «абсолютним». З іншого боку, у деяких номінативно-акузативних мовах знахідний відмінок явно позначений для відмінка, тоді як називний не позначений і служить формою цитування. У таких ситуаціях термін «абсолютний» іноді використовується для опису немаркованої номінативної/цитованої форм.

### У трискладових мовах
У трискладових мовах як суб'єкт, так і об'єкт перехідного речення мають відмінкові форми, ергатив і акузатив, а суб'єкт неперехідного речення є невідзначеною формою цитування. Іноді його називають неперехідним відмінком, але абсолютний також використовується і, мабуть, точніший, оскільки він не обмежується основними суб'єктами неперехідних дієслів.